# Diel
Diel is een historisch merk van motorfietsen.
Diel was een onbekend Duits merk dat in elk geval in 1927 een watergekoelde kopklepper produceerde, wat eventuele verwarring met het merk Dihl onwaarschijnlijk maakt, want dit Berlijnse merk maakte voor zover bekend alleen tweetakten.